# Francesco Alidosi
Francesco Alidosi (ur. pomiędzy 1455 a 1460 w Castel del Rio, zm. 24 maja 1511 w Rawennie) – włoski kardynał.

## Życiorys
Urodził się na początku drugiej połowy XV wieku w Castel del Rio, jako syn Giovanniego Alidosiego i Cipriany Franceschi. W młodości wyjechał do Francji, gdzie został sekretarzem Giuliana della Rovere. Gdy został on papieżem, mianował Alidosiego szambelanem i skarbnikiem generalnym Kościoła rzymskiego.
6 marca 1504 roku został wybrany biskupem Mileto, a 9 kwietnia przyjął sakrę. Rok później został przeniesiony do diecezji Pawia. 1 grudnia 1505 roku został kreowany kardynałem prezbiterem i otrzymał kościół tytularny SS. Nereo e Achilleo. Został pośrednikiem pomiędzy Juliuszem II a Michałem Aniołem i podpisywał w imieniu Stolicy Piotrowej kontrakty na freski w Kaplicy Sykstyńskiej. W 1507 roku został administratorem apostolskim León i legatem w Viterbo, a w następnych latach w Bolonii, Romanii i Marchii Ankońskiej. Okres jego sprawowania władzy odznaczało okrucieństwo wobec politycznych przeciwników papieża i konspiratorów, zwłaszcza rodu Bentivoglio.
Wraz z kardynałem François Guillaume de Clermontem spotkał się z Ludwikiem XII, który mianował go biskupem Cremony, bez zgody papieża. W 1510 roku został wezwany do Rzymu, ze względu na skargi bolończyków, a także, dlatego że Juliusz II chciał wynegocjować pokój z Wenecją. Wiosną 1510 roku Alidosi ponownie został mianowany legatem w Bolonii, pomimo zdecydowanego sprzeciwu mieszkańców. Bolończycy podejrzewali kardynała o spiskowanie z Francją, dlatego, 7 października 1510 roku Franciszek Maria I della Rovere pojmał go, skuł kajdanami i odstawił pod osąd papieski, pod zarzutem zdrady stanu. Juliusz II dał mu szansę na usprawiedliwienie i przyjął jego wyjaśnienia, a następnie mianował administratorem apostolskim Bolonii. Trzy tygodnie później książę Urbino ponownie aresztował Alidosiego, znajdując przy nim listy świadczące o jego działalności szpiegowskiej i nielegalnym handlu z królem francuskim i księciem Ferrary (z którym Państwo Kościelne było w stanie wojny). Mimo tego papież ponownie uwolnił legata i przywrócił mu honory.
W maju 1511 roku, papież toczący wojnę z Ferrarą, musiał schronić się w Rawennie, gdzie wybuchło powstanie przeciw niemu władzy kościelnej, wobec czego Alidosi zmuszony był uciekać do Castel del Rio. Juliusz II oskarżył o zdradę Franciszka Marię I, a ten kolei stwierdził, że zdrajcą był Francesco Alidosi. 24 maja 1511 roku książę uzyskał audiencję u papieża, a po jej zakończeniu udał się do rezydencji Marca Vigeria della Rovere, gdzie przebywał Alidosi. Widząc go, książę Urbino dźgnął go sztyletem krzycząc Traditore, sei qui finalmente, ricevi quell che ti meriti („Zdrajco, w końcu dostajesz to, na co zasłużyłeś”). Alidosi zmarł tego samego dnia w Rawennie.